# John John

John John (Foster Child) est un film philippin réalisé par Brillante Mendoza, sorti en 2007.

## Synopsis
Thelma, qui travaille pour un service social, est chargée de garder John John avant qu'il soit remis à ses parents adoptifs américains.

## Fiche technique
- Titre : John John
- Titre original : Foster Child
- Réalisation : Brillante Mendoza
- Scénario : Ralston Jover
- Pays d'origine : Philippines
- Format : Couleurs - 35 mm
- Genre : Drame
- Durée : 98 minutes
- Date de sortie : 2007

## Distribution
- Cherry Pie Picache : Thelma
- Eugene Domingo : Bianca
- Jiro Manio : Yuri
- Kier Segundo : John-John
- Dan Alvaro : Dado